# 파주송화초등학교
파주송화초등학교는 대한민국 경기도 파주시에 있는 공립 초등학교이다.

## 학교 연혁
- 2000. 01. 05 파주송화초등학교 설립 인가
- 2001. 09. 01 파주송화초등학교 개교. 9학급 인가
- 2001. 09. 01 초대 구자득 교장 취임
- 2013. 02. 15 제12회 졸업식 (147명 졸업), 졸업생 누계 1,619명
- 2013. 03. 01 28학급 편성 (특수학급 1학급 포함)
- 2013. 03. 01 제5대 신광숙 교장 취임
- 2013. 03. 04 1학년 신입생 137명 입학
- 2014. 03. 03 1학년 신입생 170명 입학
- 2015. 03. 02 1학년 신입생 128명 입학